# Langside
Langside est un ancien village d’Écosse, maintenant un quartier de Glasgow.
Il est célèbre pour la bataille de Langside, le 13 mai 1568, où les troupes de Marie Stuart y furent battues par le régent Murray. Du haut d’une éminence voisine, Marie Stuart vit la marche, l’attaque, le trouble et la défaite des siens ; elle vit tomber ses derniers défenseurs ; il ne lui restait personne, elle n’avait plus qu’à fuir, et c’est ce qu’elle fit dans un état de profonde consternation. Descendant en toute hâte du coteau où elle avait été le douloureux témoin de cet irrémédiable désastre, elle monta à cheval, et, suivie d’un petit nombre de serviteurs, elle se dirigea sur Dumfries, d’où elle gagna l’abbaye de Dundrennan.